# カワサキ・ニンジャH2
ニンジャH2（ニンジャ エイチツー）は、カワサキモータースが輸出市場向けに製造している、4ストロークのオートバイ（大型自動二輪車）である。
2022年公開の映画『トップガン マーヴェリック』において、トム・クルーズ演じる主人公の愛車として登場した。
日本ではツアラーモデルのH2 SXおよびレース専用車のみ正規販売されており、それ以外の市販モデルについては逆輸入の形となる。サーキット専用車として販売されているH2R（ニンジャ エイチツーアール）についても本項で記述する。

## 解説

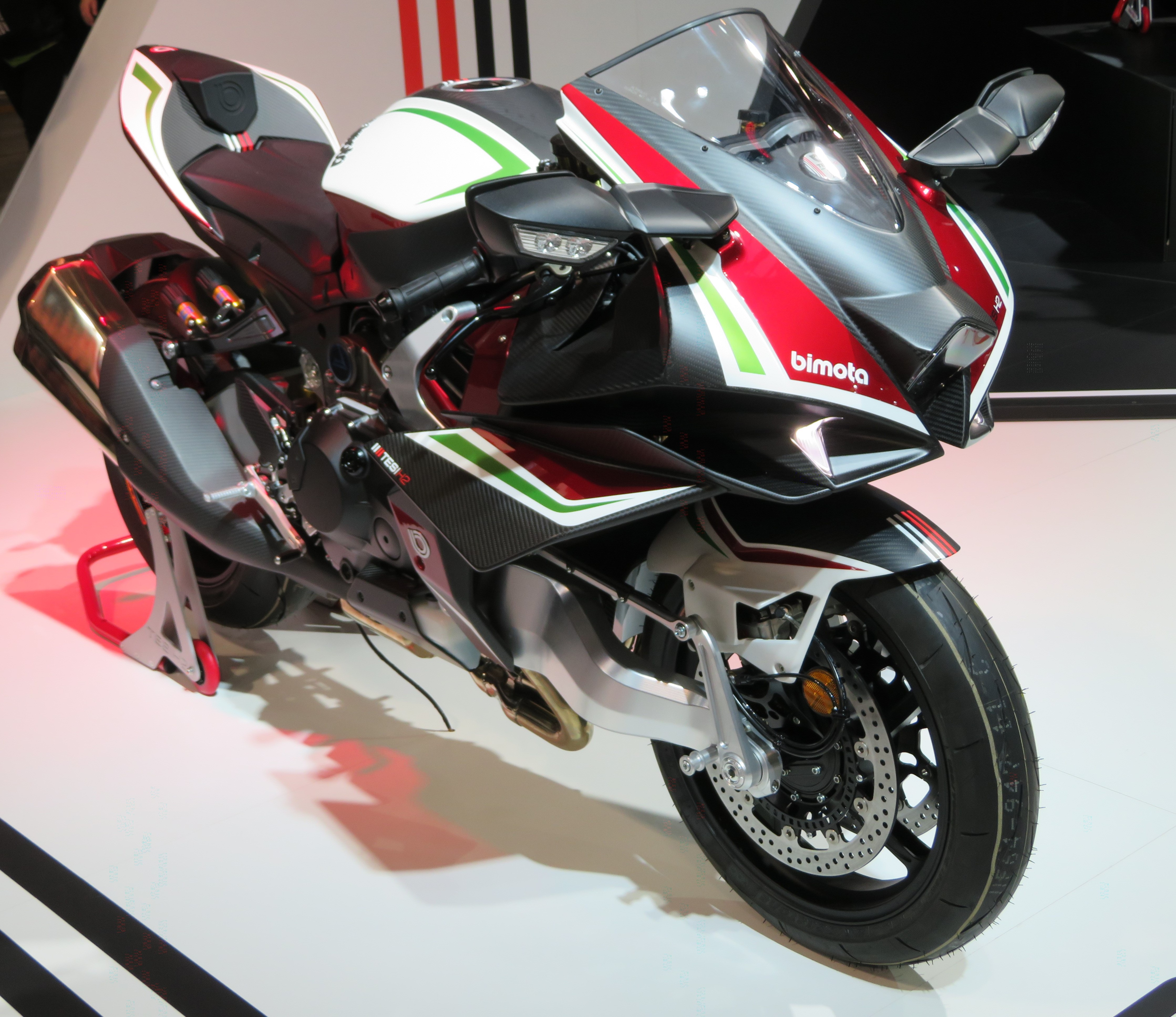
ビモータ・テージH2

かつて強烈な加速力を持った750SSマッハIV (H2)とカワサキのスーパースポーツモデルに与えられるNinjaシリーズのトップモデルとしてNinja H2と名付けられ、川崎重工業グループの総力を結集して作られたフラグシップモデルである。ニンジャH2はスーパーチャージャーを備えた最初の量産オートバイである。
2019年、ニンジャH2はインテーク、スパークプラグ、ECU、エアフィルターなどのコンポーネントのアップデートにより、パワーが15%増加した。また、自己修復性があり、気温の高い条件下でも小さな傷を滑らかにすることができると謳われる特別なトップコート塗装も追加された。さらに、より軽量で小型のブレンボ製スタイルマキャリパー、新しいTFTダッシュ、GPSルート、速度、回転数、現在のギア、燃費、燃料残量、オドメーターに関する情報を提供するスマートフォン接続も新たに採用された。
2019年にカワサキ傘下に入ったビモータが2021年に発売した「テージH2」にもH2のエンジンが供給されているほか、サイドミラーやマフラーといった外観からも共通点を見いだせる。

### エンジンとスーパーチャージャー

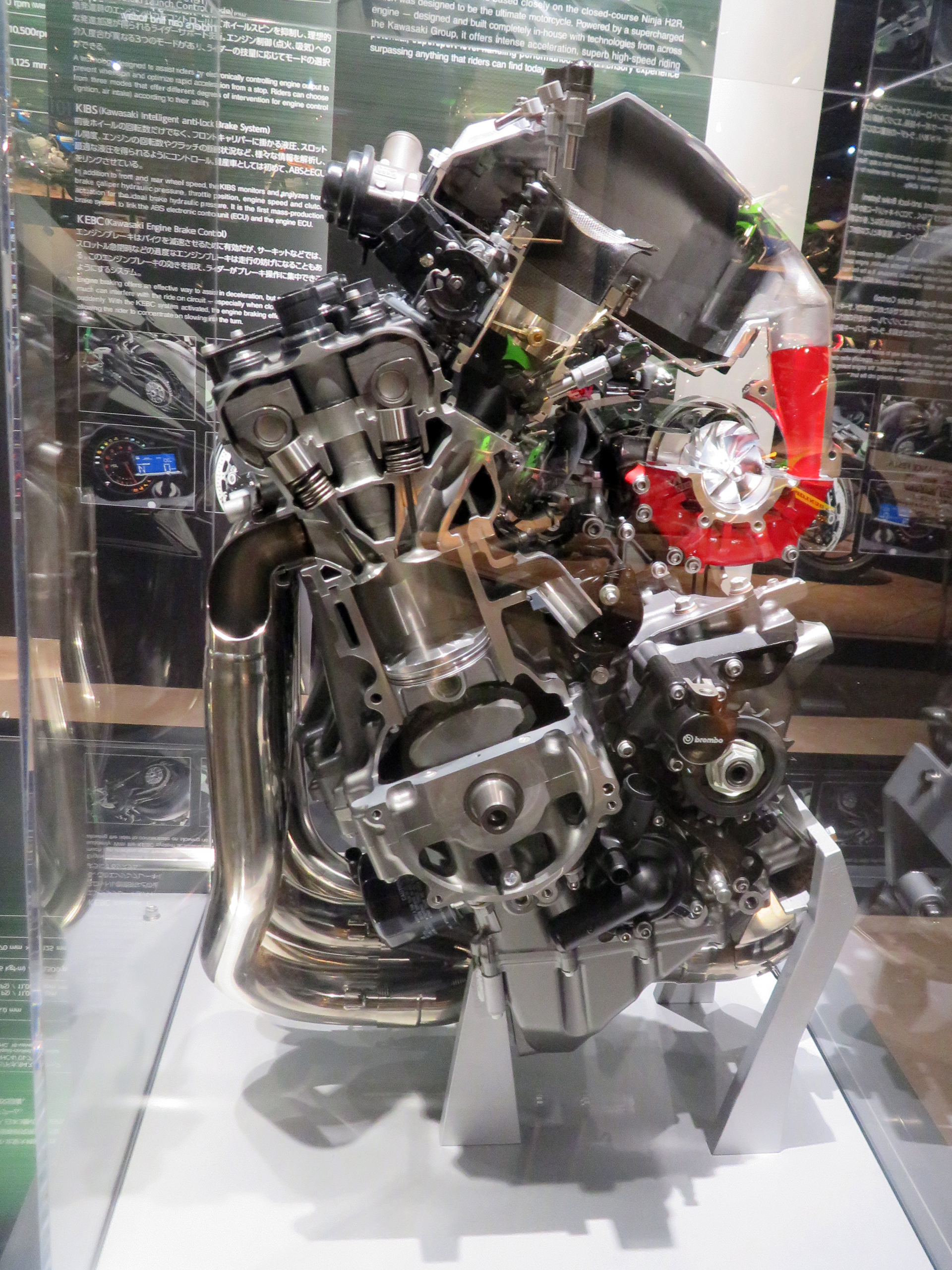
スーパーチャージドエンジンのカットモデル

搭載されているスーパーチャージャー付きエンジンは川崎重工業航空宇宙カンパニーと川崎重工業ガスタービン・機械カンパニーおよび川崎重工業技術開発本部の技術協力により製作されたエンジンと一体のもので、これを従来のスーパーチャージャー付きエンジンと区別してスーパーチャージドエンジンと称している。また、車体のデザインも航空宇宙カンパニーの技術を使い開発されたものである。
スーパーチャージャーは、フライホイールと遊星駆動をつなぐ一連のギアとシャフトによって駆動され、最終的にインペラーに取り付けられたドッグシフト式の2速シャフトを回転させる。スロットルは電子制御によって調整される。遠心式スーパーチャージャーは、他の設計、特にスクロールタイプやスクリュータイプのスーパーチャージャーよりも発熱が少ないという利点がある。インタークーラーがなければ、吸気チャージ内の余分な熱により、エンジンを損傷または破壊する可能性のあるプリイグニッションが引き起こされる可能性がある。なおH2にはインタークーラーは装備されていない。
最高出力は、競技専用モデルのH2Rが228 kW (310 PS) という高出力である一方、公道向けモデルのH2は147.2 kW (200 PS) に抑えられている。さらに、ラムエア加圧時はH2Rが240 kW (326 PS) / 14,000 rpm、H2が154.5 kW (210 PS) / 10,000 rpmとなっている。
航空宇宙カンパニーが開発に関わっている関係で、当初よりオートバイ以外への応用も想定され、同社が開発中の無人ヘリコプター「K-RACER-X2」や、固定翼機（無人航空機）などへの搭載が予定されている。またカワサキも出資するフランスのVolt Aero社が開発中の電動ハイブリッド航空機「Cassio」にもレンジエクステンダーとして搭載される予定。

### フレーム

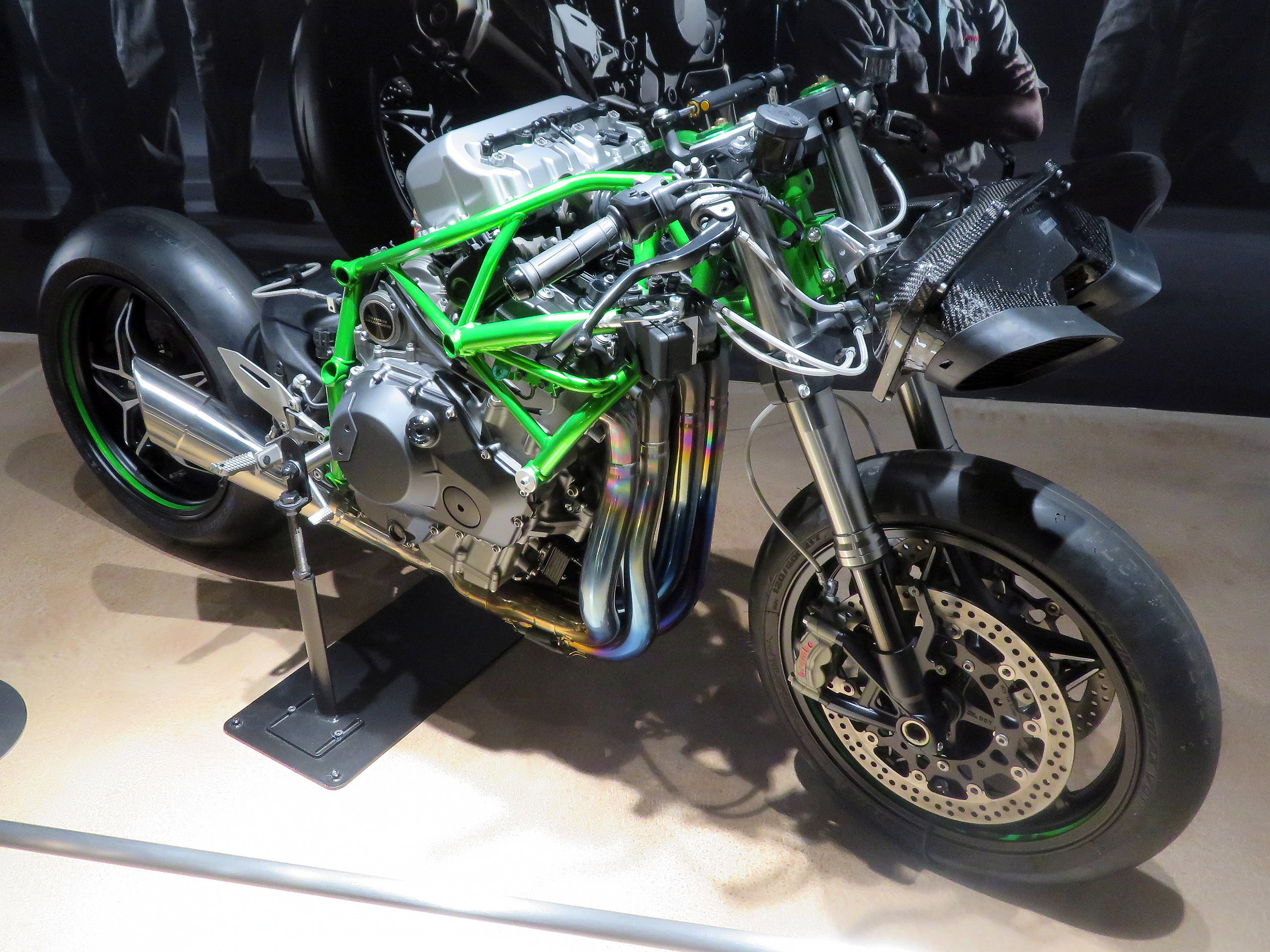
ニンジャH2Rのハーフカウル仕様

フレームは従来のスーパースポーツで採用されることの多かったアルミ製ツインスパーとせず、露出部分が多く放熱効果が大きいことなどからスチール製のトレリスとした。このフレームの採用にあたっては、川崎重工業グループの技術を生かした専用のロボット溶接機が導入されている。リヤサスペンションは、カワサキ製のオートバイとしては初めてアルミ製の片持ちスイングアームが採用されている。
南アフリカ出身のデイブ・エイブラハムズは、ホイールベースを長くする代わりに空力を利用するというカワサキのアプローチの利点を説明し、「ロングホイールベースでハードに加速するドラッグマシンに安定性を持たせるのは簡単だ。しかし、カワサキはコーナーを曲がるサーキット走行用のマシンを欲しがっていたのだろう」とコメントした。一般的なドラッグレース用のオートバイはスイングアームを延長することで余分な長さが追加され、対地速度記録を極める流線形車両のホイールベースは一般的なものと比べてはるかに長い。現在のレコードホルダーであるアックアタックは3.7メートルである。

### エアロダイナミクス

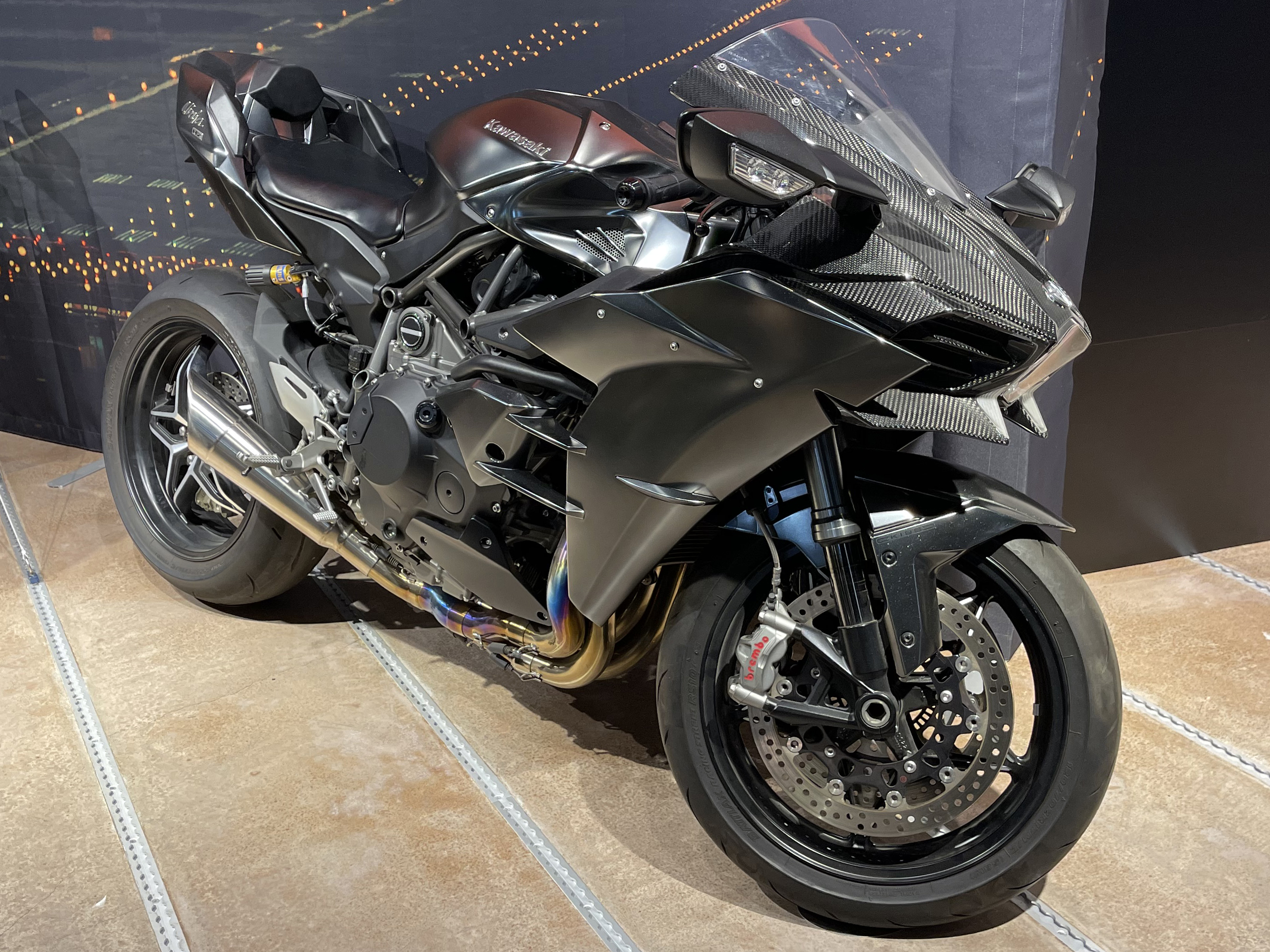
『トップガン マーヴェリック』の劇中車両

灯火類は、ストップランプはH2・H2Rともに装備されているが、ヘッドライトやウインカーは公道仕様であるH2のみ。フロントウインカーを内蔵したバックミラーは、ダウンフォースが得られる形状となっている。一方、H2Rではその部分にオートバイとしては珍しいスポイラーが装備されている。両車種とも、アッパーカウル下に設置されているラムエア開口部下部にチンスポイラーが装備されている。これらは航空宇宙カンパニーの技術を応用して設計されたものである。
加速性能を勘案してシングルシートとなっており、定員は1名である。カウルはH2が樹脂製、H2Rがカーボン製となっていて、川崎重工業の中でも歴史的な意義を持つ製品にだけ与えられるリバーマークがアッパーカウル中央部やキーにデザインされている。塗装には量産車としては初となる銀鏡塗装が用いられている。この塗装の傷を見落とさないよう製造ラインは特別に明るくされており、他の製品とは違いベルトコンベアを使わず専用のラインで製造されている。

## バリエーション

### ニンジャH2 CARBON
2017年に、世界生産台数120台の限定モデルとして発売された。専用塗装とカーボンファイバー製アッパーカウルを施し、個別ナンバーを刻印している。これに併せて、標準のニンジャH2も改良された。

### ニンジャH2 SX
ニンジャH2のスポーツツーリング仕様として、2018年に発表された。スロットルボディ、カムシャフト、クランクシャフト、ピストン、シリンダー、シリンダーヘッドを改良し、中速域のトルクを高めることを目的とした新しいエキゾーストシステムを採用した。吸気系とスーパーチャージャーのインペラーも再設計された。新設計の大型燃料タンク、リアトレリスサブフレーム、パニアにより、バイクの重量は8.6 kg増加した。海外専売車種のニンジャH2 SX SE+は電子制御サスペンションを備えている。

## 主要諸元
| モデル                      | H2                                                     | H2 CARBON                                              | H2R                                                    | H2 SX                                                  |
| --------------------------- | ------------------------------------------------------ | ------------------------------------------------------ | ------------------------------------------------------ | ------------------------------------------------------ |
| 写真                        | H2                                                     | H2 CARBON                                              | H2R                                                    | H2 SX                                                  |
| エンジン                    | 水冷・4ストローク・DOHC・4バルブ・スーパーチャージャー | 水冷・4ストローク・DOHC・4バルブ・スーパーチャージャー | 水冷・4ストローク・DOHC・4バルブ・スーパーチャージャー | 水冷・4ストローク・DOHC・4バルブ・スーパーチャージャー |
| 気筒配列数                  | 並列4気筒                                              | 並列4気筒                                              | 並列4気筒                                              | 並列4気筒                                              |
| 総排気量                    | 998 cm3                                                | 998 cm3                                                | 998 cm3                                                | 998 cm3                                                |
| 内径x行程                   | 76.0 mm x 55.0 mm                                      | 76.0 mm x 55.0 mm                                      | 76.0 mm x 55.0 mm                                      | 76.0 mm x 55.0 mm                                      |
| 圧縮比                      | 8.5：1                                                 | 8.5：1                                                 | 8.3：1                                                 | 11.2：1                                                |
| 最高出力 （通常時）         | 147.2 kW (200 PS) / 10,000 rpm                         | 170 kW (231 PS) / 11,500 rpm                           | 228.0 kW (310 PS) / 14,000 rpm                         | 147 kW (200 PS) / 11,000 rpm                           |
| 最高出力 （ラムエア加圧時） | 154.5 kW (210 PS) / 10,000 rpm                         | 178 kW (242 PS) / 11,500 rpm                           | 240 kW (326 PS) / 14,000 rpm                           | 154 kW (210 PS) / 11,000 rpm                           |
| 最大トルク                  | 140.4 Nm (14.3 kgfm) / 10,000 rpm                      | 141 Nm (14.4 kgfm) / 11,000 rpm                        | 165.0 Nm (16.8 kgfm) / 12,500 rpm                      | 137 Nm (14.0 kgfm) / 8,500 rpm                         |
| 全長                        | 2,080 mm                                               | 2,085 mm                                               | 2,070 mm                                               | 2,135 mm                                               |
| 全幅                        | 770 mm                                                 | 770 mm                                                 | 770 mm                                                 | 775 mm                                                 |
| 全高                        | 1,125 mm                                               | 1,125 mm                                               | 1,160 mm                                               | 1,205 mm                                               |
| シート高                    | 825 mm                                                 | 825 mm                                                 | 830 mm                                                 | 820 mm                                                 |
| 最低地上高                  | 130 mm                                                 | 130 mm                                                 | 130 mm                                                 | 130 mm                                                 |
| 燃料供給装置                | 電子制御式燃料噴射装置                                 | 電子制御式燃料噴射装置                                 | 電子制御式燃料噴射装置                                 | 電子制御式燃料噴射装置                                 |
| ホイールベース              | 1,455 mm                                               | 1,455 mm                                               | 1,450 mm                                               | 1,480 mm                                               |
| 車両重量                    | 238 kg                                                 | 238 kg                                                 | 216 kg                                                 | 256 kg                                                 |
| 燃料タンク容量              | 17.0 L                                                 | 17.0 L                                                 | 17.0 L                                                 | 19.0 L                                                 |
| 使用燃料                    | 無鉛プレミアムガソリン                                 | 無鉛プレミアムガソリン                                 | 無鉛プレミアムガソリン                                 | 無鉛プレミアムガソリン                                 |
| タイヤサイズ（前）          | 120/70 ZR17 M/C (58W)                                  | 120/70 ZR17 M/C (58W)                                  | 120/600 R17                                            | 120/70 ZR17 (58W)                                      |
| タイヤサイズ（後）          | 200/55 ZR17 M/C (78W)                                  | 200/55 ZR17 M/C (78W)                                  | 190/650 R17                                            | 190/55 ZR17 (75W)                                      |
| 出典                        | [ 13 ]                                                 | [ 13 ]                                                 | [ 13 ]                                                 | [ 27 ]                                                 |

## 記録
2016年6月30日、トルコのオスマン・ガーズィー橋にて、ケナン・ソフォーグルがH2Rで市販オートバイの世界最速記録となる400 km/hを記録した。

## 水素エンジン車
2024年7月、カワサキは鈴鹿サーキットにてNinja H2をベース車両とした水素エンジンモーターサイクルを発表した。この研究用車両はエンジンを直噴化しパニアケースのように水素タンクを背負わせるなどして水素対応を図っているが、その一方で（水素エンジン車の一般的な特徴であるが）ガソリン車に対し非常に少ない変更で水素対応を図っている。